# 39566 Carllewis
39566 Carllewis è un asteroide della fascia principale. Scoperto nel 1992, presenta un'orbita caratterizzata da un semiasse maggiore pari a 2,3410377 UA e da un'eccentricità di 0,2231223, inclinata di 5,33292° rispetto all'eclittica.